# 互联网成人电影数据库
網際網路成人電影資料庫（Internet Adult Film Database，縮寫 IAFD），是美國乃至世界最大的成人影片資料庫，兼有索引功能。

## 概述
IAFD 是美國最大成人產業的搜索數據庫，它覆蓋美國成人產業的方方面面，即使是非美國本土的成人影星作品，只要在美國公開發行過，也可以在IAFD找到。IAFD有著豐富的成人電影導演或明星的作品，例如世界上最著名的成人影星羅恩·傑里米出演的電影作品，以及他所導演的作品，并且它免費向公衆開放，可以使用自帶的搜索功能查找相關作品與影星。

## 創建歷史
IAFD的前身是一個由FTP和MAIL上傳成人女影星資料的數據庫，由Dan Abend在1993年建立。IAFD真正的創立者是Peter Van Aarle，他從1981年就開始收集成人電影，并著手給這些電影製作索引卡片。在1993年，隨著互聯網的誕生，他開始將自己收集到的成人影片上傳到新聞組，在那裡他遇見了Dan Abend。他們交換了彼此收集的成人影片，然後一起開始創建成人電影數據庫以及索引網站。Van Aarle之後又與筆名為“異教徒”的Ron Wilhelm一起共同編寫了網頁。隨著Ron Wilhelm因為參軍而離開，IAFD也成為了無效網頁的犧牲品。
在1998年的秋天，Van Aarle在一個交易會上遇見了Jeff Vanzetti，Jeff Vanzetti對IAFD表現出了強烈的興趣，他詢問Van Aarle是否可以和他一起重建IAFD。Van Aarie恰好當時急於尋找一名程序員來教授他SQL語言，用於重新編寫IAFD網頁，對他來說Jeff Vanzetti的出現就仿佛雪中送炭。更巧的是，在互相瞭解之後，他們發現，他們之前居然同屬於一個以藝術，電影，色情為主題的新聞組。於是，他們一拍即合，開始重新整理之前IAFD上的成人電影，並且積極地編寫網頁。
1999年初，用SQL語言編寫的IAFD網站誕生了。但是，它的搜索功能十分有限，僅僅可以用來搜索成人電影女演員以及在1989年之後上映的影片。
對此，Van Aarle是這樣說的：“在IAFD成立的初期，我做了一件很愚蠢的事情，我不希望1989年之前的色情影片被搜索到。這種想法是基於，我從來沒有想過有一天，我的數據庫會被用來從事商業用途，所以僅僅收錄最有價值的東西對IAFD來說比較好。而且舊的影片非常難於整理和編輯，只有很少的人會記得那些舊的經典成人電影以及導演和演員，比如著名的成人電影導演Jim Holliday。以1989年作為收錄電影的一個分界線，只是一個折中的辦法，至少，史上最著名的成人導演Buttman的作品會被收錄在內。”
Van Aarle 由於突發的心臟病與2005年9月18日逝世。爲了紀念他對成人產業做出的傑出貢獻，他和其他著名的成人電影導演以及演員一起被收錄到了XRCO Hall of Fame（成人娛樂的傑出作品以及貢獻者名錄）。
截止2007年3月1日，IAFD已經收錄了超過18,000部同性戀題材的電影以及3,900名同性戀演員。就像美國最大的電影數據庫IMDB一樣，IAFD對公眾開放修改功能。目前，IAFD已經收錄了超過120,000部成人影片和112,000位成人影片工作者（包括導演和演員）。
現在，IAFD每個月至少更新500部成人影片，平均每月都會收到1000個以上的修改建議。在2007年10月1日，IAFD還以“世界上最大的成人影片索引以及數據庫”出現在了巴西發行量最大的報紙上。

## 合作夥伴
作為一個半商業性質的網頁，IAFD和美國很多著名成人網站都有緊密的合作。這些網站每天都會更新數量巨大的成人影片，這也為IAFD提供了源源不斷的新鮮資訊。IAFD的合作夥伴不僅限於成人網站，它與美國境外的成人數據庫也有著緊密的聯繫，比如英國的Pornography in Europe等等。
與IAFD合作最緊密的成人網站：
| 網站名稱            | 所在地 |
| ------------------- | ------ |
| Hotmovies           | 美國   |
| Fetishmovies        | 美國   |
| Adult dvd on demand | 美國   |
| Bush DVD            | 美國   |
| Gamelink            | 美國   |
| PIE                 | 英國   |

## 外部連結
- IAFD官網（页面存档备份，存于）, IAFD.com
- IAFD在twitter（页面存档备份，存于）, Twitter
- IAFD最大合作夥伴（页面存档备份，存于）, hotmovies.com
- IAFD在Flickr上的資料（页面存档备份，存于）, Flickr
- 紀念 Peter Van Aarle（页面存档备份，存于）, IAFD.com, 2005年9月21日。